# Міністерство економіки Польщі
Міністерство економіки Польщі (пол. Ministerstwo Gospodarki Rzeczypospolitej) має справу з економікою Республіки Польща.
Створено в 1997 шляхом реформ та злиттів з іншими міністерствами, кілька разів змінювало назву, яка скорочувалася у міру скасування деяких портфелів міністерства, поділу на Міністерство праці та соціальної політики та регіональних питань та Міністерство регіонального розвитку.
У 2007 бюро туризму було переведено в Міністерство спорту.

## Міністри
- Веслав Качмарек (1997)
- Януш Стеінгофф (1997—2001)
- Яцек Пєхота (2001—2003)
- Петро Вожьняк (2005—2007)
- Вальдемар Павляк (2007—2012)
- Януш Пєхочінський (2012—2015)